# Xã Vernon Springs, Quận Howard, Iowa
Xã Vernon Springs (tiếng Anh: Vernon Springs Township) là một xã thuộc quận Howard, tiểu bang Iowa, Hoa Kỳ. Năm 2010, dân số của xã này là 4.540 người.